# Erythrina florenciae
Erythrina florenciae är en ärtväxtart som beskrevs av Krukoff och Rupert Charles Barneby. Erythrina florenciae ingår i släktet Erythrina och familjen ärtväxter. Inga underarter finns listade i Catalogue of Life.